# تشون جو دو
تشون جو دو مواليد 25 يناير 1964 في غانغوون، هو ملاكم محترف كوري جنوبي معتزل. حقق بطولة الاتحاد الدولي للملاكمة.

## إحصائيات
خاض خلال مسيرته 27 نزالا، فاز في 20 وتعادل في 3 وخسر في 4. فاز بالضربة القاضية في 11 نزالا.

## روابط خارجية
- تشون جو دو على موقع بوكس ريك (الإنجليزية) (registration required)